# Одіон Ігало
Одіон Ігало (англ. Odion Ighalo, нар. 19 червня 1989, Лагос) — нігерійський футболіст, нападник клубу «Аль-Шабаб».

## Клубна кар'єра
Вихованець футбольної школи клубу «Прайм». Звідти 2006 року він перейшов в «Юліус Бергер», в якому провів 10 матчів і забив 5 голів у Прем'єр-лізі Нігерії.
Влітку 2007 року футболіст перейшов у норвезьку команду «Люн». 16 вересня 2007 року він дебютував у складі «Люна» в матчі чемпіонату Норвегії з «Вікінгом». Гра завершилась поразкою команди Ігало 2:3, при цьому нігерієць забив один з м'ячів своєї команди. Всього Одіон провів у норвезькому клубі 10 місяців, провівши 20 ігор і забивши 9 голів у чемпіонаті.
30 червня 2008 року Ігало був куплений італійським «Удінезе», що заплатив за трансфер форварда 1,9 млн. євро. Одіон вперше вийшов у складі «Удіне» 25 січня 2009 року в матчі проти «Палермо»; в тому ж сезоні, 31 травня, він забив свій перший і єдиний м'яч за клуб, вразивши ворота «Кальярі».

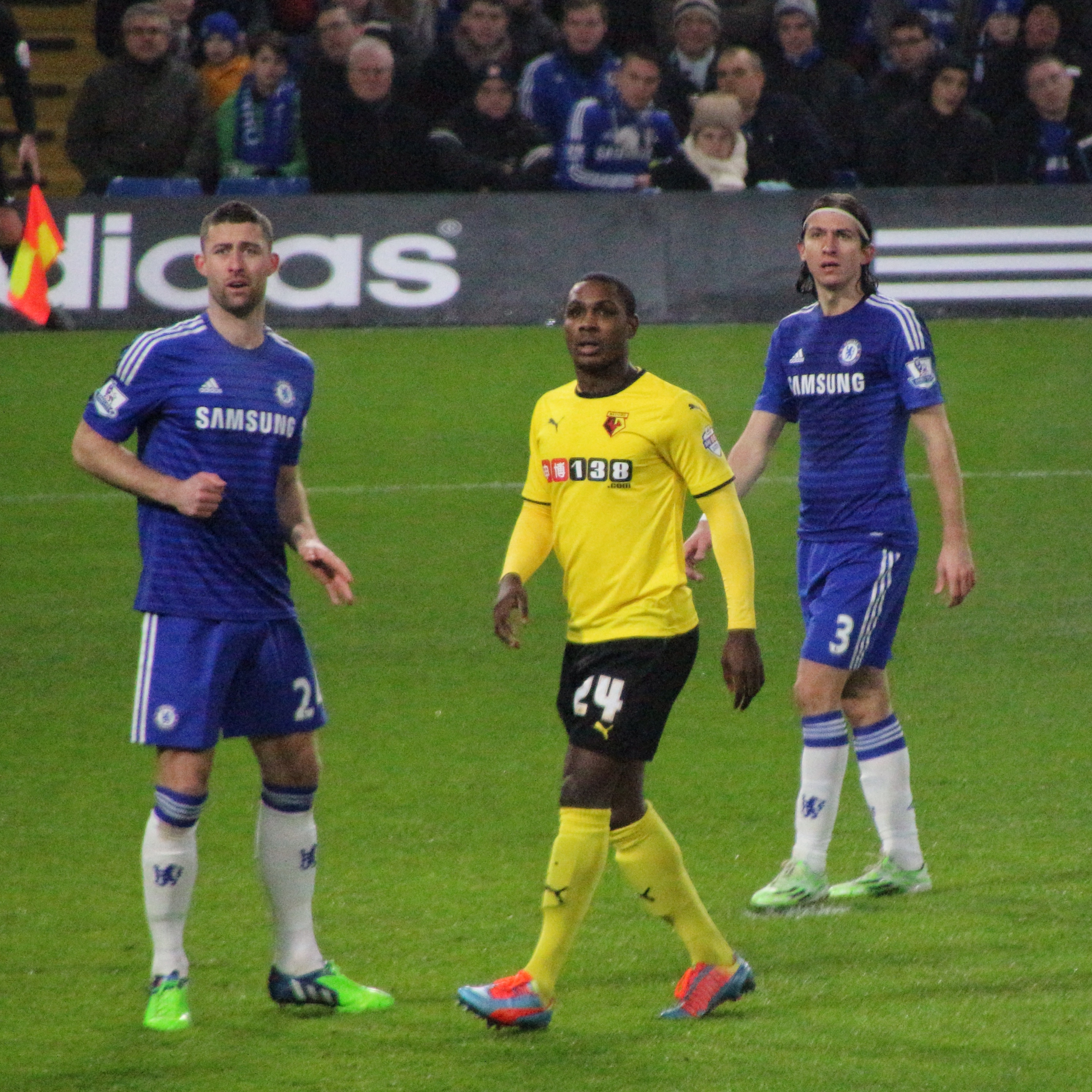
Одіон Ігало (в центрі) в матчі проти «Челсі». 2015 рік.

Не пробившись до основи «зебр», 24 серпня 2009 року Ігало разом з низкою інших гравців був відданий в оренду в іспанську «Гранаду», що виступала в Сегунді Б. Тут Одіон за сезон забив 16 голів у 26 матчах, ставши найкращим бомбардиром клубу, і допоміг команді зайняти перше місце та вийти до Сегунди.
Влітку 2010 року Одіон на правах оренди перейшов в італійську «Чезену». 17 жовтня він дебютував у складі команди в матчі серії А проти «Парми» (1:1), проте знову в Італії закріпитись не зумів, зігравши до кінця року лише 3 матчі в чемпіонаті і 1 в національному кубку.
Через це вже на початку 2011 року гравця знову відправили в оренду до «Гранади», якій він в тому ж сезоні допоміг вперше за останні 35 років повернутись до Ла Ліги, де і виступав з командою до літа 2014 року.
29 липня 2014 року Ігало був орендований на сезон англійським «Вотфордом», який вже 24 жовтня повністю викупив контракт гравця. Всього за сезон 2014/15 він забив 20 голів у 35 матчах і допоміг команді зайняти друге місце у Чемпіоншипі та вийти до Прем'єр-ліги. У першому сезоні у елітному англійському дивізіоні з клубом з Вотфорда він забив 15 голів у 37 матчах і став найкращим бомбардиром команди, а у грудні 2015 року Ігало був визнаний гравцем місяця англійської Прем'єр-ліги.
12 серпня 2016 року Ігало підписав новий п'ятирічний контракт з клубом, але наступного сезону він забив тільки один гол у 18 матчах чемпіонату, через що 31 січня 2017 року нігерієць був проданий клуб китайської Суперліги «Чанчунь Ятай» за 20 мільйонів фунтів стерлінгів. За два сезони відіграв за чанчунську команду 55 матчів в національному чемпіонаті, забивши 36 голів, але за підсумками сезону 2018 року його команда покинула Суперлігу. 14 лютого 2019 року перейшов в «Шанхай Шеньхуа», де провів наступний сезон і став володарем Кубка Китаю.
31 січня 2020 року Ігало повернувся до англійської Прем'єр-ліги, приєднавшись до «Манчестер Юнайтед» на правах оренди до кінця сезону. Тим самим він став першим нігерійським гравцем і лише сьомим африканцем, який приєднався до клубу. Після того, як цей крок був підтверджений, Ігало заявив, що він погодився на зниження зарплати, щоб цей трансфер відбувся, назвавши це «мрією» приєднатися до клубу, який він довго підтримував. Одіон вирішив грати за «червоних дияволів» під номером 25, який раніше носив перший і найдовший за тривалістю виступів африканський футболіст «Манчестер Юнайтед», Квінтон Форчун. Однак присутність Іггало у першій команді на перших порах була заблокована, як запобіжний захід через побоювання щодо китайського коронавірусу. В результаті за «Юнайтед» нігерієць дебютував 17 лютого в матчі Прем'єр-ліги проти «Челсі» (2:0), вийшовши на заміну на 90 хвилині замість Антоні Марсьяля. Таким чином Ігало став першим нігерійцем, який зіграв за МЮ.
26 січня 2021 року Ігало опублікував прощальне повідомлення в соціальних мережах напередодні свого неминучого від'їзду з Манчестер Юнайтед наприкінці місяця. "Манчестер Юнайтед" підтвердив від'їзд Ігало наступного дня.

## Виступи за збірні
2009 року залучався до складу молодіжної збірної Нігерії, разом з якою був учасником молодіжного чемпіонату світу в Єгипті, де нігерійці дійшли до 1/8 фіналу. Всього на молодіжному рівні зіграв у 3 офіційних матчах.
25 березня 2015 року дебютував в офіційних матчах у складі національної збірної Нігерії в товариській грі проти збірної Уганди (0:1).
У складі збірної був учасником чемпіонату світу 2018 року у Росії.
Ігало забив сім голів у кваліфікаційній кампанії Кубка африканських націй 2019 року, найбільше за будь-якого іншого гравця відбору, і допомогти Нігерії пройти до фінального турніру. Влітку 2019 року Одіон був викликаний до складу своєї національної збірної на Кубок африканських націй в Єгипті, де теж був основним нападником і зіграв в усіх матчах своєї команди. У першому матчі проти Бурунді він забив гол, а його команда перемогла 1:0. У матчі 1/8 фіналу проти Камеруну забив два м'ячі на 19-й і 63-й хвилинах, а його збірна перемогла 3:2 і вийшла до чвертьфіналу. У півфінальному матчі проти Алжиру на 72-й хвилині відзначився голом з пенальті, проте його команда поступилася 1:2 і позбулася права виступати у фіналі. Тим не менш команді вдалося обіграти Туніс (1:0) у матчі за 3-тє місце та здобути бронзові нагороди. Після цієї гри Ігало оголосив про завершення кар'єри у збірній. Всього провів у формі головної команди країни 35 матчів, забивши 16 голи.
| Дата       | Місто         | Господарі  | Результат | Гості            | Турнір                                  | Голи | Примітки |
| ---------- | ------------- | ---------- | --------- | ---------------- | --------------------------------------- | ---- | -------- |
| 25-3-2015  | Уйо           | Нігерія    | 0 – 1     | Уганда           | товариський матч                        | -    | 85'      |
| 29-3-2015  | Нельспрюйт    | ПАР        | 1 – 1     | Нігерія          | товариський матч                        | -    | 66'      |
| 13-6-2015  | Кадуна        | Нігерія    | 2 – 0     | Чад              | Відбір до Кубка африканських націй 2017 | 1    | 58'      |
| 8-10-2015  | Візе          | Нігерія    | 0 – 2     | Республіка Конго | товариський матч                        | -    | 64'      |
| 11-10-2015 | Брюссель      | Нігерія    | 3 – 0     | Камерун          | товариський матч                        | 1    | 73'      |
| 13-11-2015 | Лобамба       | Есватіні   | 0 – 0     | Нігерія          | Відбір до ЧС 2018                       | -    |          |
| 17-11-2015 | Порт-Гаркорт  | Нігерія    | 2 – 0     | Есватіні         | Відбір до ЧС 2018                       | -    |          |
| 25-3-2016  | Кадуна        | Нігерія    | 1 – 1     | Єгипет           | Відбір до Кубка африканських націй 2017 | -    |          |
| 29-3-2016  | Александрія   | Єгипет     | 1 – 0     | Нігерія          | Відбір до Кубка африканських націй 2017 | -    |          |
| 27-5-2016  | Ле-Петі-Кевії | Нігерія    | 1 – 0     | Малі             | товариський матч                        | -    | 61'      |
| 31-5-2016  | Люксембург    | Люксембург | 1 – 3     | Нігерія          | товариський матч                        | 1    | 71'      |
| 3-9-2016   | Уйо           | Нігерія    | 1 – 0     | Танзанія         | Відбір до Кубка африканських націй 2017 | -    | 73'      |
| Усього     |               | Матчів     | 12        |                  | Голів                                   | 3    |          |

## Титули і досягнення
- Володар Кубка Китаю (1):

«Шанхай Шеньхуа»: 2019
- Чемпіон Саудівської Аравії (1):

«Аль-Гіляль»: 2021-22
- Володар Королівського кубка Саудівської Аравії (1):

«Аль-Гіляль»: 2022-23
Збірні
- Бронзовий призер Кубка африканських націй: 2019